# لوئیس کانس
لوئیس کانس (انگلیسی: Lewis Caunce؛ 20 april 1911 – ۱۹۷۸ (۶۶−۶۷ سال)) بازیکن فوتبال بود.
از باشگاه‌هایی که در آن بازی کرده‌است می‌توان به باشگاه فوتبال اولدهام اتلتیک اشاره کرد.